# مايك إدواردز (لاعب كرة قدم أمريكية)
مايك إدواردز (بالإنجليزية: Mike Edwards)‏ هو لاعب كرة قدم أمريكية أمريكي، ولد في 26 أبريل 1991 في كليفلاند في الولايات المتحدة.